# 美洲水蕨
美洲水蕨（学名：[Ceratopteris pteridoides] 错误：{{Lang}}：文本有斜体标记（帮助））为水蕨科水蕨屬下的一个种。